# Chattenden
Chattenden är en ort i grevskapet Kent i sydöstra England. Orten ligger i enhetskommunen Medway på halvön Hoo, cirka 4 kilometer nordost om Rochester. Tätorten (built-up area) hade 2 420 invånare vid folkräkningen år 2021.